# ایوانا کوچورادی
ایوانا کوچورادی (زادهٔ ۴ اکتبر ۱۹۳۶) فیلسوف ترک اهل استانبول است. او در حال حاضر رئیس انجمن فلسفهٔ ترکیه و عضو هیئت علمی تمام‌وقت دانشگاه مال‌تپه و عضو هیئت امنای دانشگاه کوچ است.

## زندگی‌نامه
کوچورادی که تباری یونانی دارد در ۴ اکتبر ۱۹۳۶ در استانبول ترکیه به دنیا آمد. او پس از به پایان رسانیدن تحصیلات در دبیرستان دخترانه یونانی زاپیون در استانبول در سال ۱۹۵۴، در دانشگاه استانبول در رشته فلسفه تحصیل کرد و در سال ۱۹۵۹ با دریافت مدرک بی‌ای فارغ‌التحصیل شد. او مدرک دکتری خود را از همان دانشگاه در سال ۱۹۶۵ دریافت کرد. ایوانا کوچورادی به عنوان استادیار در دانشگاه محل تحصیلش و دانشگاه آتاتورک ارزروم کار می‌کرد.
در سال ۱۹۶۸ به دانشگاه حاجت‌تپه آنکارا پیوست و تا سال ۲۰۰۵ دپارتمان فلسفه را که خودش پایه‌گذاری کرده بود، ریاست آن را بر عهده داشت. کوچورادی از سال ۱۹۹۷ تا ۲۰۰۵ مدیر مرکز پژوهش و کاربرد فلسفه حقوق بشر در دانشگاه حاجت‌تپه و مدیر برنامه‌های کارشناسی ارشد و دکتری(ph.d) حقوق‌بشر بود. او همچنین از سال ۱۹۹۸ کرسی فلسفه یونسکو را در اختیار دارد. از سال ۲۰۰۶، کوچورادی به عنوان مدیر مرکز پژوهش و کاربرد حقوق بشر در دانشگاه مال‌تپه فلسفه تدریس می‌کند.
ایوانا کوچورادی در چندین انجمن و نهاد عضو یا پیشینه عضویت دارد، از جمله:
- انجمن فلسفی ترکیه (عضو پایه‌گذار و بین سال‌های ۱۹۷۴–۱۹۸۰ دبیرکل و از سال ۱۹۸۰ رئیس آن)، انجمن فلسفه آفریقایی-آسیایی (از سال ۲۰۱۰، رئیس)
- کمیته بین‌المللی انجمن فیلسوفی(FISP، عضو کمیته راهبردی از سال ۱۹۸۳، دبیرکل بین سالهای ۱۹۸۸–۱۹۹۸، رئیس بین سال‌های ۱۹۹۸–۲۰۰۳، رئیس پیشین بین سال‌های ۲۰۰۳–۲۰۰۸ و از سال ۲۰۰۸ رئیس افتخاری)
- شورای عالی مشورتی حقوق بشر نخست‌وزیری ترکیه (رئیس، ۱۹۹۴–۱۹۹۶)
- مؤسسه بین‌المللی فلسفه در پاریس (رئیس بین سالهای ۲۰۱۴–۲۰۱۷ و سپس به عنوان رئیس افتخاری)
- شورای ملی مشورتی حقوق بشر ترکیه (۲۰۰۲–۲۰۰۵)
- مرکز نظارت و پایش بر نژادپرستی و بیگانه هراسی اروپا در وین (بین سالهای ۲۰۰۴–۲۰۰۷، ناظر)
- کمیته ملی ترکیه‌ای در دهه آموزش حقوق بشر سازمان ملل (رئیس بین سالهای ۱۹۹۷–۲۰۰۵)[۶]

## افتخارات
کوچورادی افتخارات بی‌شماری دریافت کرده است که از جمله آنها می‌توان به موارد زیر اشاره کرد:
- مدال گوته (۱۹۹۶)
- دکتری افتخاری، دانشگاه کرت، یونان (۱۹۹۶)
- جایزه آکادمی علوم ترکیه (۱۹۹۶)
- جایزه دانشگاه حاجت‌تپه برای دستاوردهای علمی (۱۹۹۴–۱۹۹۵ و ۱۹۹۵–۱۹۹۶)
- مدرک دکترای افتخاری، دانشگاه ریکاردو پالما، لیما، پرو (۲۰۰۰)
- جایزه آزادی مطبوعات ۱۹۹۹ انجمن روزنامه نگاران ترکیه (۲۰۰۰)
- شوالیه فرمانده نشان شایستگی آلمان (۲۰۰۱)(به آلمانی: Grosses Verdienstkreuz des Verdienstordens der Bundesrepublik Deutschland)
- نام‌بری (ذکر) افتخاری، جایزه آموزش حقوق بشر یونسکو (۲۰۰۲)
- مهمان ویژه شهر هاوانا (۲۰۰۲)
- جایزه علمی بنیاد METU Parlar، آنکارا، ترکیه (۲۰۰۳)
- مدال ارسطو، یونسکو (۲۰۰۳)
- جایزه انجمن پزشکی دیاربکر برای صلح، دوستی و دموکراسی (۲۰۰۴)
- جایزه فیلسوفان انسان‌گرای سیاره‌ای شورای سکولار انسان‌گرا(۲۰۰۵)
- عضو افتخاری، انجمن دانشگاهی دانش‌های ترکیه، استانبول (۲۰۱۵)